# Епігенетика

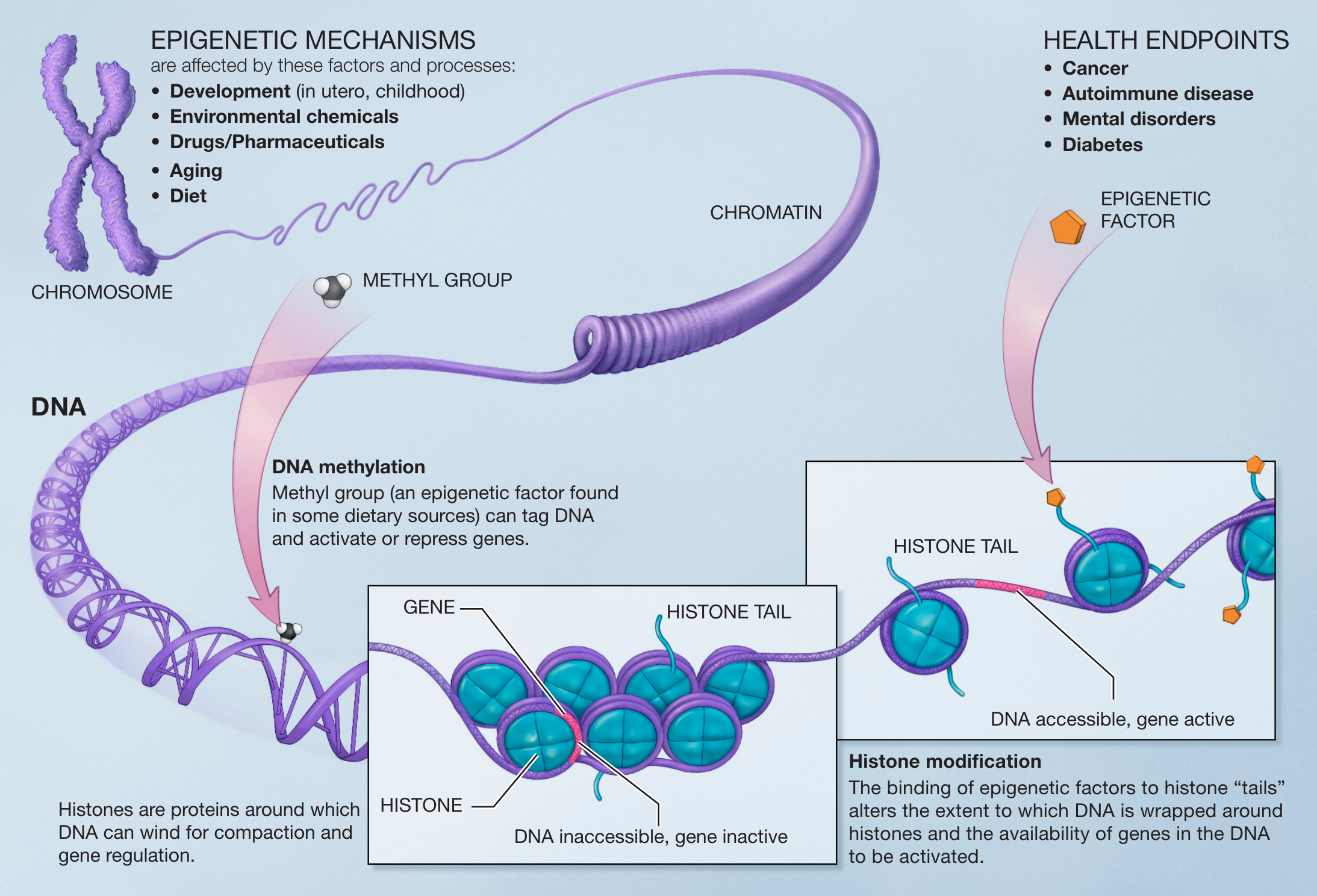
Епігенетичні механізми: метилювання ДНК (англ.)

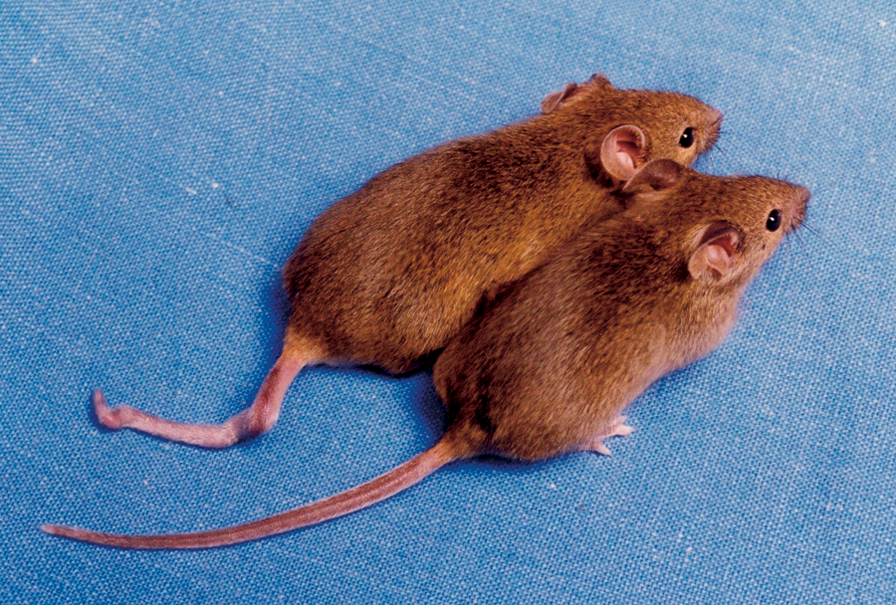
Вигнутість хвоста у цих двох мишей залежить від епігенетичних чинників — метилювання ДНК

Епігене́тика — наука, галузь біології, яка досліджує зміни в експресії генів або клітинному фенотипі, які відбуваються без змін основної послідовності ДНК. Епігенетика охоплює складний набір молекулярних механізмів, які регулюють те, як гени вмикаються або вимикаються у відповідь на фактори навколишнього середовища, ознаки розвитку та інші внутрішні чи зовнішні стимули.
За своєю суттю епігенетика передбачає модифікації структури ДНК або пов’язаних білків гістонів, що впливають на активність генів. Ці модифікації можуть включати хімічні мітки, такі як метильні групи, додані до молекул ДНК, або зміни білків гістонів, навколо яких намотується ДНК. Ці зміни можуть змінити доступність генів для клітинного механізму, відповідального за зчитування та виконання генетичних інструкцій.
Значення епігенетики полягає в її ролі в контролі різних біологічних процесів, включаючи ембріогенез та розвиток, клітинну диференціацію та сприйнятливість до захворювань. Це підкреслює ідею про те, що наші гени не є лише детермінованими, але можуть залежати від факторів навколишнього середовища, вибору способу життя та досвіду, впливаючи як на індивідуальне здоров’я, так і на успадкування рис між поколіннями.
Вивчення епігенетики має глибоке значення для багатьох наукових дисциплін, включаючи медицину, еволюційну біологію та біологію розвитку. Уявлення, отримані в результаті епігенетичних досліджень, пропонують багатообіцяючі шляхи для розуміння механізмів захворювання, розробки потенційних методів лікування та вивчення взаємодії між генетикою та навколишнім середовищем у формуванні характеристик організму.

## Історія
Історія епігенетики сягає корінням у відкриття метилювання ДНК і модифікацій гістонів.

### Дослідження метилювання ДНК
Про метилювання ДНК вперше було повідомлено в 1940-х і 50-х роках Ролліном Хочкіссом при дослідженні ДНК Escherichia coli.
Піонерські дослідження Холлідея та П’ю (1975) заклали основу для розуміння моделей метилювання ДНК та їх ролі в регуляції активності генів. Дослідження Берда (2002) і Єніша та Берда (2003), що з’ясовували вплив метилювання ДНК на мовчання генів, продемонстрували його значення в контролі транскрипції.

### Відкриття модифікації гістонів
Ацетилювання гістонів було відкрито в 1960-х роках Вінсентом Алфрі та його колегами як форму модифікації гістонів, яка може регулювати транскрипцію.
Фундаментальне дослідження Алліса та ін. у 2007 році окреслило вплив модифікацій гістонів на структуру хроматину та регуляцію генів, підкресливши динамічну взаємодію між модифікаціями гістонів і транскрипційною активністю.

### Дослідження некодуючих РНК
Дослідження Лі та ін. (1993) і Фаєра та ін. (1998) розкрили ключову роль некодуючих РНК в епігенетичній регуляції, розширюючи розуміння їхньої участі в модуляції експресії генів.

### Проект епігенома людини (HEP)
Започаткований у 2003 році Проєкт Епігенома Людини (Human Epigenome Project) мав на меті скласти карту та зрозуміти епігенетичний ландшафт геному людини, за аналогією Проєкту геному людини. Ініціативи HEP, у тому числі проект «Дорожня карта епігеноміки», створили комплексні епігенетичні карти для різних типів клітин і тканин.

### Розвиток епігеномних технологій
Розвиток високопродуктивних методів секвенування в кінці 2000-х, зробив революцію в епігеномних дослідженнях. Ці технології уможливили повногеномний аналіз метилювання ДНК і модифікацій гістонів, значно просунувши сферу епігенетики та епігеноміки.

## Молекулярні основи епігенетики
Епігенетичні модифікації — метилювання ДНК, модифікації гістонів та некодуючі РНК — визначають стани хроматину, впливаючи на доступність ДНК для факторів транскрипції і, таким чином, регулюючи транскрипцію генів та синтез білка.

### Метилювання ДНК
Метилювання ДНК передбачає додавання метильної групи до молекули ДНК, як правило, до залишків цитозину в динуклеотидах CpG, що каталізується ферментами ДНК-метилтрансферазами. Ця модифікація відіграє ключову роль у регуляції експресії генів і структури хроматину. Метильована ДНК часто корелює з мовчанням генів, впливаючи на транскрипційну активність і геномну стабільність.

### Модифікації гістонів
Модифікації гістонів охоплюють різноманітний набір хімічних змін, включаючи ацетилювання, метилювання, фосфорилювання та убіквітування, що відбуваються на білках гістонів. Ці модифікації динамічно регулюють структуру хроматину та експресію генів, змінюючи доступність ДНК для механізму транскрипції. Гістонові модифікації діють узгоджено, щоб створити епігенетичний код, диктуючи стан хроматину та активність генів.

### Некодуючі РНК
Некодуючі РНК (нкРНК), включаючи мікроРНК і довгі некодуючі РНК, відіграють вирішальну роль в епігенетичній регуляції. МікроРНК, зазвичай, довжиною 21-23 нуклеотиди, модулюють експресію генів посттранскрипційно, націлюючись на деградацію мРНК або репресію трансляції. Довгі некодуючі РНК, довжина яких перевищує 200 нуклеотидів, регулюють експресію генів на транскрипційному та епігенетичному рівнях, взаємодіючи з комплексами, що модифікують хроматин, і направляючи їх до специфічних геномних локусів.

### Структура хроматину та епігенетичний контроль
Структура хроматину — динамічна збірка ДНК і білків-гістонів — є центральним гравцем епігенетичної регуляції. Організація хроматину в еухроматин (доступний і транскрипційно активний) або гетерохроматин (конденсований і транскрипційно репресований) глибоко впливає на експресію генів. Епігенетичні модифікації — метилювання ДНК, модифікації гістонів та некодуючі РНК — визначають стани хроматину, впливаючи на доступність ДНК і таким чином регулюючи транскрипцію генів.

## Епігенетика в біології розвитку
Основна стаття — Епігенетичне перепрограмування.

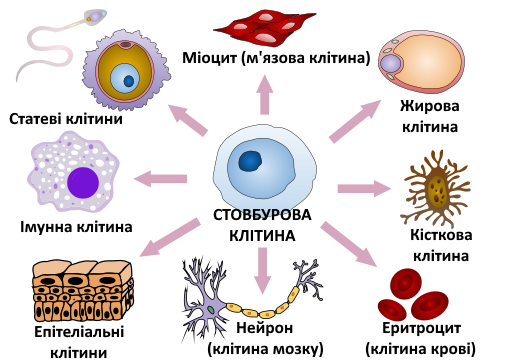
Всі типи клітин в організмі містять однакову молекулу ДНК. Їх відрізняють зміни в епігеномі.

Тіло людини містить, за деякими оцінками, 400 основних типів клітин — але всі ці типи мають однакову послідовність ДНК — їх відрізняють зміни в епігеномі. Епігеноміка — розділ епігенетики та оміксних аналізів, що передбачає комплексний аналіз і вивчення повного набору епігенетичних модифікацій (тобто, епігенома) у всьому геномі організму.

### Епігенетична регуляція ембріонального розвитку
Епігенетичні модифікації мають вирішальне значення для контролю експресії генів під час ембріогенезу, впливаючи на такі процеси, як клітинна диференціація та органогенез. Ці зміни, які включають метилювання ДНК, модифікації гістонів і механізми на основі РНК, забезпечують правильну просторово-часову експресію генів, уможливлюючи розвиток складних багатоклітинних організмів із однієї заплідненої яйцеклітини.

### Епігенетика та клітинна диференціація
На клітинну диференціацію, процес, за допомогою якого клітина змінює один тип на інший, сильно впливають модифікації епігенома. Епігенетичні модифікації можуть «заблокувати» профілі експресії генів диференційованих клітин, гарантуючи, що клітина шкіри, наприклад, продовжує поводитися як клітина шкіри, навіть коли вона ділиться і її нащадки розмножуються.

### Епігенетичне перезавантаження в розвитку ссавців
Унікальною особливістю розвитку ссавців є «епігенетичне перезавантаження», яке відбувається незабаром після запліднення та під час формування статевих клітин. Це передбачає стирання та подальше відновлення епігенетичних позначок, процес, який є критично важливим для підтримки цілісності генома через покоління.

### Роль некодуючих РНК у розвитку
Було виявлено, що некодуючі РНК, включаючи мікроРНК і довгі некодуючі РНК, відіграють вирішальну роль у процесах розвитку. Вони можуть модулювати експресію генів на різних рівнях, впливаючи на структуру хроматину, транскрипцію та трансляцію, і тим самим формуючи результати розвитку.

## Епігенетика та еволюція

### Епігенетичне успадкування
Епігенетичні модифікації іноді можуть успадковуватися поколіннями у феномені, відомому як «епігенетичне успадкування». Цей процес, який передбачає передачу інформації від батьків до нащадків, яка не закодована в самій послідовності ДНК, додає ще один рівень складності до нашого розуміння еволюції та природного відбору. Це відкриває розуміння того, що фактори навколишнього середовища, яких зазнає одне покоління, можуть впливати на риси наступних поколінь.

### Епігенетика та видоутворення
Епігеномні зміни також можуть сприяти процесу видоутворення — утворенню нових і відмінних видів у ході еволюції. Епігенетичні варіації, впливаючи на моделі експресії генів, можуть сприяти фенотипічному різноманіттю, яке спричиняє дивергенцію видів.

### Епігенетика та адаптація
Епігеномні модифікації можуть допомогти організмам швидко адаптуватися до змін середовища. На відміну від генетичних мутацій, епігенетичні зміни можуть відбуватися швидко у відповідь на подразники навколишнього середовища, дозволяючи організмам коригувати моделі експресії генів і, отже, свої фенотипи протягом життя.

### Епігенетика та еволюційна теорія
Наслідки епігенетики для еволюції є глибокими, що потенційно вимагає переосмислення традиційної еволюційної теорії. Це передбачає інтеграцію концепції «епігенотипу» в наше розуміння еволюційних процесів поряд із традиційним фокусом на генотипі.

## Додаткова література

### Книги
- Серга С.В., Козерецька І.А., Демидов С.В., Вайсерман О.М. Епігенетичні основи онтогенезу: Посібник для студентів біологічних, медичних та сільськогосподарських спеціальностей. — Київ.
- Серія книг Books in Epigenomics and Epigenetics (Frontiers in Genetics, 2012-2023+, відкритий доступ)

### Журнали
- Epigenetics
- Clinical Epigenetics
- Epigenetics Communications
- Environmental Epigenetics
- Epigenetics & Chromatin
- Epigenetics Insights

### Статті
- Епігенетика: нескінченна історія (у трьох томах). Том перший. «Моя наука»; Том другий. Власне епігенетика. «Моя наука»